# Пожогі
Пожоґі (пол. Pożogi) — село в Польщі, у гміні Ґнойно Буського повіту Свентокшиського воєводства.
Населення — 98 осіб (2011).
У 1975-1998 роках село належало до Келецького воєводства.

## Демографія
Демографічна структура на день 31 березня 2011 року:
|          | Загалом | Допрацездатний вік | Працездатний вік | Постпрацездатний вік |
| -------- | ------- | ------------------ | ---------------- | -------------------- |
| Чоловіки | 46      | 4                  | 32               | 10                   |
| Жінки    | 52      | 6                  | 23               | 23                   |
| Разом    | 98      | 10                 | 55               | 33                   |